# Château du Pré
Ne doit pas être confondu avec Château du Pré-Clos.
Le château du Pré est une demeure située à Chartrettes, en France. Elle a été la résidence et la propriété de plusieurs personnalités, de nos jours étant celle d’une organisation néo-bouddhiste.

## Situation et accès
L’édifice est situé au no 13 de la rue du Général-Salanson, au nord de Chartrettes et à l’entrée sud du massif forestier du buisson de Massoury. Plus largement, il se trouve dans le département de Seine-et-Marne, en région Île-de-France.

## Histoire

### Fondation et personnalités
Sur les substructions d'un manoir féodal, un château aurait été construit au XVe siècle. En 1510, le fief du Pré appartient à un écuyer du roi (Louis XII). À partir de 1562, c’est la propriété du président de la magistrature melunaise et lieutenant général, Dreux-Sayve,. En cette fin du XVIe siècle, le juriste et poète Étienne Pasquier séjourne fréquemment au château. Leurs épouses respectives y font en outre des conserves de fruits (en).
Le domaine passe ensuite à Antonie Sayve, fils du précédent. Le roi Henri IV effectue plusieurs séjours pour voir Gabrielle d'Estrées. En 1876, le domaine devient par la suite propriété du général Adrien Charles Salanson, puis de son fils Eugène Salanson (conseiller municipal et maire de Chartrettes de 1901 à 1908),.

### Centre bouddhiste
Le château est acquis en 1992 par l’organisation Sōka gakkai, un mouvement bouddhiste moderne japonais. Une autorisation pour mener des travaux dans les dépendances est notamment demandée. Considéré comme une secte et isolé du reste de la communauté chartrettoise, sa présence suscite des interrogations et inquiétudes chez des habitants. En 2000, le maire Tino Petruzzi commente la situation du château : « Des journées portes ouvertes deux fois. Sinon, rien. Un couple et leurs enfants vivent dans le château. Le week-end, on voit des bus et des belles voitures y entrer. Il s’agit de séminaires pour les cadres de la Sōka ».